# Harper & Row
Harper & Row war der Name eines US-amerikanischen Verlagshauses von 1962 bis 1990.
Im April 1962 fusionierte der New Yorker Verlag Harper & Brothers, der 1817 von James Harper gegründet worden war, mit der in Illinois ansässigen Firma Row, Peterson & Company zu Harper & Row Publishers, Inc. In der Zeit ihres Bestehens erwarben Harper & Row unter anderem die Firmen T. Y. Crowell, J. B. Lippincott, Zondervan Books und Scott, Foresman. 1987 erwarb Rupert Murdochs News Corporation Limited Harper & Row. Nach dem Kauf des britischen Verlagshauses William Collins & Sons 1990 verschmolz News Corporation beide Unternehmen, die seitdem als HarperCollins Publishers firmieren.
Im historischen Verlagshaus Harper & Row begann Ende der 1920er Jahre die Geschichte des späteren Literaturkritik-Magazins Kirkus Reviews.